# Old Resian Club
El Old Resian Club es una institución deportiva argentina de hockey sobre césped y rugby, con sede en la ciudad de Rosario.
Es miembro de la Unión de Rugby de Rosario, y así participa en el Torneo Regional del Litoral.

## Historia[1]
El club fue fundado por exalumnos del viejo Colegio Inglés de Rosario (Rosario English School), ahora Colegio San Bartolomé.
El nombre "Old Resian" proviene de las siglas del colegio (RES), así formando el gentilicio "resian". Por ello, "Old Resian" refiere a los viejos alumnos del Rosario English School, o sea, exalumnos del Colegio Inglés.
En 2015 albergó el partido entre los Pumas y Barbarians franceses.
En 2019, en la disciplina del rugby, pudo consagrarse por primera vez campeón del Torneo Regional del Litoral, venciendo en su cancha al Jockey Club de Rosario.

### Jugadores destacados
- Marisa Brida (1979–1984): única jugadora en integrar a las Leonas.

## Palmarés
- Campeón del Torneo Regional del Litoral de 2019.[2]

### Hockey
- Campeonas del Torneo del Litoral de 1977, 1979, 1980, 1981, 1983 y 1984.[3]